# Eiler Jensen
Eiler Aage Jensen (14. april 1894 i København – 23. december 1969 på Amtssygehuset i Gentofte) var LO-formand fra 1943 til 1967.

## Liv og karriere
Eiler Aage Jensen blev født den 14. april 1894 på Ole Suhrs Gade 1, tredje sal, i Sankt Johannes Sogn i Købehavn. Han var søn af kusk Niels Jensen og hustru Ane Kristine f. Hansen, forældrene var blevet viet i Vor Frue Kirke i september 1888.
Eiler Jensen var oprindelig lagerarbejder og var i 1925–1936 formand for Lager- og Pakhusarbejdernes fagforening i København og han var medlem af Arbejdsmandsforbundets hovedbestyrelse. Eiler Jensen afløste Laurits Hansen, som De Samvirkende Fagforbunds formand i 1943 og beholdt posten frem til 1967. Politisk var Eiler antikommunistisk og medlem af socialdemokratiet, for hvem han sad i Folketinget mellem 1945-1953.
Eiler Jensen blev gift den 31. oktober 1919 i København med Elna Christine Petersen. Han døde 75 år gammel på Amtssygehuset i Gentofte den 23. december 1969.